# Alex Michalos
Alex Michalos, född 1 augusti 1935 i Cleveland i USA, är en kanadensisk statsvetare och filosof. Michalos avlade doktorsexamen vid University of Chicago 1965. Året därpå, 1966, flyttade han till Kanada och tillträdde en tjänst som professor i filosofi vid University of Guelph. Han blev kanadensisk medborgare 1973. Mellan 1994 och 2010, då han gick i pension, var han professor i statsvetenskap vid University of Northern British Columbia. Michalos är chefredaktör för tidskriften Journal of Business Ethics, som han grundade 1980.